# Атъемазли
Атъемазли (азерб. Ətyeməzli) — село в Гияслинском сельском административно-территориальном округе Агдамского района Азербайджана.

## Топоним
Село находится в предгорной зоне. Географическое название в переводе означает "те, кто не ест мясо лошади". В иранской провинции Хорасан также зарегистрирована деревня под названием Атъемаз.

## История
Считается, что жители этого села перекочевали из одноименного села из Южного Азербайджана.
В ходе Первой карабахской войны, в 1993 году село было занято армянскими вооружёнными силами, и до ноября 2020 года находилось под контролем непризнанной НКР. Согласно трёхстороннему заявлению о прекращении огня, 20 ноября 2020 года Агдамский район был возвращён Азербайджану.
В ноябре 2021 года Минобороны Азербайджана распространило видеокадры из села Атъемазли Агдамского района.